# Liste der Baudenkmale in Estorf (Weser)
In der Liste der Baudenkmale in Estorf sind alle Baudenkmale der niedersächsischen Gemeinde Estorf aufgelistet. Die Quelle der  Baudenkmale ist der Denkmalatlas Niedersachsen. Der Stand der Liste ist der 13. Februar 2021.

## Allgemein
In den Spalten befinden sich folgende Informationen:
- Lage: die Adresse des Baudenkmales und die geographischen Koordinaten. Kartenansicht, um Koordinaten zu setzen. In der Kartenansicht sind Baudenkmale ohne Koordinaten mit einem roten Marker dargestellt und können in der Karte gesetzt werden. Baudenkmale ohne Bild sind mit einem blauen Marker gekennzeichnet, Baudenkmale mit Bild mit einem grünen Marker.
- Bezeichnung: Bezeichnung des Baudenkmales
- Beschreibung: die Beschreibung des Baudenkmales. Unter § 3 Abs. 2 NDSchG werden Einzeldenkmale und unter § 3 Abs. 3 NDSchG Gruppen baulicher Anlagen und deren Bestandteile ausgewiesen.
- ID: die Objekt-ID des Baudenkmales
- Bild: ein Bild des Baudenkmales, ggf. zusätzlich mit einem Link zu weiteren Fotos des Baudenkmals im Medienarchiv Wikimedia Commons. Wenn man auf das Kamerasymbol klickt, können Fotos zu Baudenkmalen aus dieser Liste hochgeladen werden:

## Estorf

### Gruppe: Scheunenanlage Neue Schulstraße
Die Gruppe „Scheunenanlage Neue Schulstraße“ hat eine unbekannte ID.

| Lage                                        | Bezeichnung        | Beschreibung | ID       | Bild |
| ------------------------------------------- | ------------------ | ------------ | -------- | ---- |
| Neue Schulstraße 52° 35′ 15″ N, 9° 8′ 47″ O | Handwerkerscheune  |              | 31041182 |      |
| Neue Schulstraße 52° 35′ 15″ N, 9° 8′ 47″ O | Lehmscheune        |              | 31041185 |      |
| Neue Schulstraße 52° 35′ 15″ N, 9° 8′ 47″ O | Backscheune        |              | 31041403 |      |
| Neue Schulstraße 52° 35′ 14″ N, 9° 8′ 45″ O | Speicher Stövesand |              | 31041421 |      |
| Neue Schulstraße 52° 35′ 16″ N, 9° 8′ 41″ O | Brösking Scheune   |              | 31041439 |      |
| Neue Schulstraße 52° 35′ 16″ N, 9° 8′ 44″ O | Scheune Meiring    |              | 31041457 |      |

### Gruppe: Hofanlage Alte Schulstraße 3
Die Gruppe „Hofanlage Alte Schulstraße 3“ hat die ID 31036040.

| Lage                                          | Bezeichnung              | Beschreibung                     | ID        | Bild |
| --------------------------------------------- | ------------------------ | -------------------------------- | --------- | ---- |
| Alte Schulstraße 3 52° 35′ 17″ N, 9° 8′ 25″ O | Wohn-/Wirtschaftsgebäude | 1821 errichtetes Fachwerkgebäude | 310411119 |      |
| Alte Schulstraße 3 52° 35′ 17″ N, 9° 8′ 23″ O | Speicher                 | Speicher von 1696                | 38430525  |      |
| Alte Schulstraße 3 52° 35′ 16″ N, 9° 8′ 23″ O | Altenteiler              | Altenteiler von 1750             | 38496960  |      |
| Alte Schulstraße 3 52° 35′ 18″ N, 9° 8′ 25″ O | Scheune                  | Längsdurchfahrtsscheune von 1770 | 38430505  |      |
| Alte Schulstraße 3 52° 35′ 16″ N, 9° 8′ 23″ O | Schuppen                 |                                  | 38583225  |      |

### Gruppe: Hofanlage Alte Dorfstraße 16
Die Gruppe „Hofanlage Alte Dorfstraße 16“ hat die ID 31036984.

| Lage                                          | Bezeichnung              | Beschreibung | ID       | Bild |
| --------------------------------------------- | ------------------------ | --- | -------- | ---- |
| Alte Dorfstraße 16 52° 35′ 27″ N, 9° 8′ 16″ O | Wohn-/Wirtschaftsgebäude | Der Wohngiebel weist als Baujahr 1788, der Wirtschaftsgiebel 1792 aus. Um 1982 abgebrannt. Innengerüst, Dachstuhl und Inneres wurden dann ersetzt. Es wurden Betondachsteine verwendet. | 40235587 |      |
| Alte Dorfstraße 16 52° 35′ 26″ N, 9° 8′ 16″ O | Scheune                  | 1800 erbaute Fachwerkscheune mit Quereinfahrt | 40236419 |      |
| Alte Dorfstraße 16 52° 35′ 26″ N, 9° 8′ 15″ O | Scheune                  | 1726 erbaute Fachwerkscheune mit einer Längsdurchfahrt, erbaut „1726“. Das Innengerüst aus einer Ständerreihe ist mit Querkopfbändern erhalten.                                         | 40236375 |      |
| Alte Dorfstraße 16 52° 35′ 27″ N, 9° 8′ 17″ O | Backhaus                 | | 40236437 | BW   |

### Einzelbaudenkmale
| Lage                                         | Bezeichnung              | Beschreibung | ID       | Bild           |
| -------------------------------------------- | ------------------------ | --- | -------- | -------------- |
| Alte Burgstraße 8 52° 35′ 26″ N, 9° 7′ 56″ O | Herrenhaus               | Zweigeschossiger klassizistischer Fachwerkbau unter Walmdach und auf Sandsteinquadersockel. Der 1819-1822 erbaute Mittelteil ist eingerückt. Die repräsentative Eingangshalle weist noch die ursprünglichen Bodenplatten, Holztreppe, Haustür und Säulenreihe auf. | 31041049 |                |
| An der Kirche 52° 35′ 22″ N, 9° 8′ 26″ O     | Kirche mit Orgel         | Die Kirche Estorf wurde um 1700 erbaut mit Anbau von 1806. Die Empore ist auf 1696 datiert. Es handelt sich um einen Ziegelfachwerkbau mit mehreren Anbauten und Satteldach. Der neugotische Westturm ist in Ziegelmauerwerk gehalten und hat ein steiles Pyramidendach vom Ende des 19. Jahrhunderts. Im Inneren der Kirche befindet sich eine – weitgehend mit der Originalsubstanz erhaltene – Eduard-Meyer-Orgel aus dem Jahre 1839. | 31041137 | Weitere Bilder |
| Auf der Bult 5 52° 35′ 24″ N, 9° 8′ 11″ O    | Heuerhaus                | Anfang des 19. Jahrhunderts errichtetes Fachwerkhaus | 31041160 |                |
| Auf der Bult 7 52° 35′ 23″ N, 9° 8′ 11″ O    | Wohn-/Wirtschaftsgebäude | Fachwerkhallenhaus im Kern von 1580, allerdings mit späteren Veränderungen, unter Halbwalmdach mit Ziegeleindeckung. | 41382934 |                |

### Ehemalige Denkmale
| Lage                                         | Bezeichnung              | Beschreibung | ID | Bild |
| -------------------------------------------- | ------------------------ | --- | -- | ---- |
| Alte Dorfstraße 9 52° 35′ 24″ N, 9° 8′ 20″ O | Wohn-/Wirtschaftsgebäude | Ursprünglich als um 1810 errichtetes Hallenhaus als Vierständerbau mit Halbwalmdach und Vorschauer errichtetes Gebäude (überprägt) |    |      |

## Leeseringen

### Gruppe: Hofanlage Leeseringen II
Die Gruppe „Hofanlage Leeseringen II“ hat die ID 31036027.

| Lage                                    | Bezeichnung              | Beschreibung                                                           | ID       | Bild |
| --------------------------------------- | ------------------------ | ---------------------------------------------------------------------- | -------- | ---- |
| Fährstraße 3 52° 35′ 59″ N, 9° 8′ 57″ O | Wohn-/Wirtschaftsgebäude | 1816 errichteter Vierständerbau mit Ziegelfachwerk unter Halbwalmdach. | 31041218 |      |
| Fährstraße 3 52° 35′ 58″ N, 9° 8′ 56″ O | Nebengebäude             | Eingeschossiger Ziegelfachwerkbau unter Satteldach in Ziegeldeckung    | 31041200 | BW   |

### Einzeldenkmal
Der Speicher gehörte ursprünglich zur Gruppe Hofanlage Leeseringen I.

| Lage                                    | Bezeichnung | Beschreibung | ID       | Bild |
| --------------------------------------- | ----------- | --- | -------- | ---- |
| Fährstraße 5 52° 35′ 59″ N, 9° 8′ 52″ O | Speicher    | 1615 als zweistöckiger Fachwerkbau erbauter Speicher mit einem mehrfach vorkragenden Giebel. Lehmfachwerk und teilweise verbohlt. | 31041238 |      |

### Ehemalige Baudenkmale

#### Einzeldenkmale
| Lage                                           | Bezeichnung | Beschreibung | ID | Bild |
| ---------------------------------------------- | ----------- | --- | -- | ---- |
| Nienburger Bruch 1 52° 35′ 46″ N, 9° 10′ 47″ O | Forsthaus   | Ende des 19. Jahrhunderts erbauter eingeschossiger Fachwerkbau unter Halbwalmdach mit roten Hohlpfannen. Der Keller ist mit Stochbogengewölben ausgestaltet. Wegen der Veränderungen ist das Gebäude aus dem Verzeichnis der Kulturdenkmale genommen worden. |    |      |

#### Gruppe Hofanlage Leeseringen I
Die Gruppe Hofanlage Leeseringen umfasste neben den nachfolgenden Bauwerken auch den Speicher Fährstraße 5.

| Lage                                   | Bezeichnung              | Beschreibung | ID | Bild |
| -------------------------------------- | ------------------------ | --- | -- | ---- |
| Fährstraße 5 52° 36′ 0″ N, 9° 8′ 55″ O | Wohn-/Wirtschaftsgebäude | 1651 errichteter langgestreckter Bau, der ursprünglich als Dreiständerbau erbaut wurde. Der Wirtschaftsgiebel ist im EG massiv errichtet, darüber befindet sich der dreifach vorkragende Giebel mit Schmuckformen. Die Diele ist in Teilen erhalten, die Dachbalkenlage und das Dachwerk sind vollständig erhalten. Der Wohnteil wurde 1789 erbaut. Die Traufseiten massiv ersetzt. Wegen der weitgehenden Zerstörung der Bausubstanz 2007 aus dem Verzeichnis der Kulturdenkmale entnommen. |    |      |
| Fährstraße 5 52° 36′ 0″ N, 9° 8′ 53″ O | Nebengebäude             | In der zweiten Hälfte des 19. Jahrhunderts errichteter eingeschossiger Ziegelfachwerkbau mit Satteldach |    | BW   |